# Kordonek

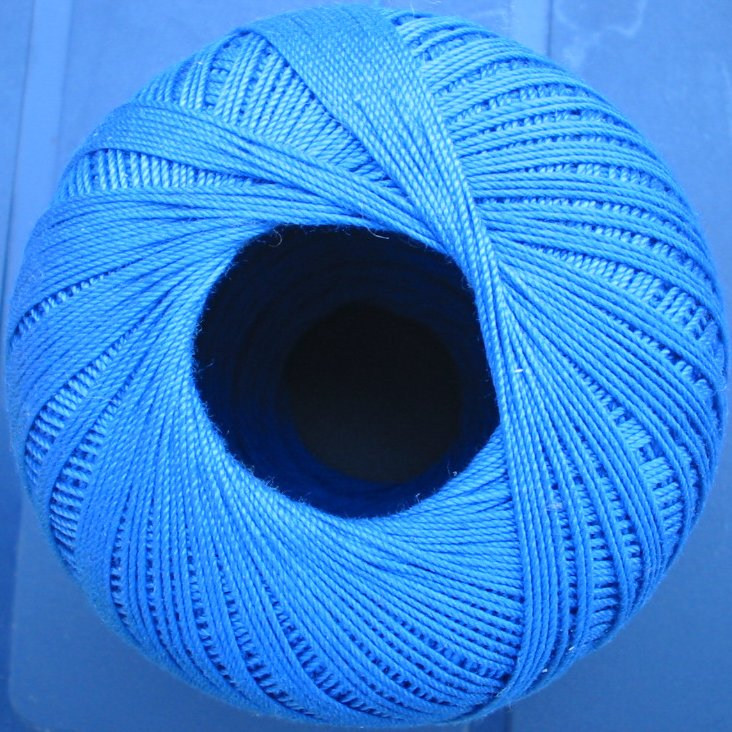
Błękitny kordonek.

Kordonek (fr. cordon – sznurek) – skręcona ozdobna nitka jedwabna lub bawełniana w różnych kolorach, wykorzystywana do robót ręcznych.